# Sitio de Mariúpol
El sitio de Mariúpol fue un enfrentamiento militar iniciado por Rusia por el control de la ciudad ucraniana de Mariúpol que comenzó el 24 de febrero de 2022, durante la invasión rusa a Ucrania, y culminó el 20 de mayo, cuando se ordenó a las últimas tropas ucranianas defensoras de la ciudad que se rindieran frente al ejército ruso. La ciudad, importante enclave portuario del país, se encuentra en el óblast de Donetsk, reclamación directa de la autoproclamada y no reconocida República Popular de Donetsk respaldada por Rusia.
Con la invasión del país, el control de la ciudad constituyó uno de los principales objetivos de la ofensiva rusa sobre Ucrania oriental. En tres días, las Fuerzas Armadas de Rusia, apoyadas por las fuerzas separatistas rusas del Donbás, habían rodeado la ciudad comenzando un asedio ininterrumpido que tanto las autoridades ucranianas como la Cruz Roja consideraron «apocalíptico».
Para el 2 de marzo, las tropas rusas habían rodeado la ciudad y fueron cercando progresivamente a los defensores ucranianos. El 18 de abril, los soldados ucranianos ignoraron un ultimátum ruso para rendirse y decidieron luchar hasta el final. Rusia amenazó con acabar con quienes continuasen luchando. Un experto militar estimó que todavía podría haber entre 500 y 800 soldados ucranianos resistiendo dentro de la ciudad. El 21 de abril, el gobierno ruso anunció que habían tomado el control de la ciudad, aunque aún quedaban soldados ucranianos realizando una última defensa en la acería Azovstal.
El 16 de mayo, Ucrania abandonó la lucha en Mariúpol y los soldados ucranianos que quedaban en la planta de Azovstal se rindieron a las fuerzas invasoras de la Federación de Rusia y la autoproclamada y no reconocida República Popular de Donetsk. Tras obtener el control efectivo de toda la ciudad por parte de las fuerzas rusas y separatistas el 16 de mayo de 2022, la urbe quedó administrada por la autoproclamada y no reconocida República Popular de Donetsk quien estaba organizando una autoridad local desde abril.

## Contexto

### Precedentes: el Euromaidán y las protestas prorrusas en Ucrania de 2014
La ciudad de Mariúpol fue considerada un objetivo estratégico prioritario para los planes del ejército ruso en la invasión rusa de Ucrania. No en vano, la ciudad ha jugado un papel muy importante, desde su fundación en el año 1778, en el desarrollo e historia de la región durante sus últimos siglos. Para febrero de 2022, la urbe, de casi medio millón de habitantes, constituía el puerto comercial más grande del mar de Azov y la ciudad más grande del territorio controlado por Ucrania en el óblast de Donetsk. Con un importante sector étnico ruso (44 % de la población en 2002) y una mayoría lingüística rusófona, la ciudad fue un escenario relevante de las protestas prorrusas en Ucrania de 2014 en oposición al movimiento europeísta del Euromaidán y a la caída del gobierno de Víktor Yanukóvich. Las manifestaciones derivaron desde abril de 2014 en una insurrección armada que llevó a los manifestantes prorrusos de Mariúpol a ocupar el ayuntamiento y varios edificios oficiales autoproclamando su independencia frente al estado ucraniano en la recién autoproclamada y no reconocida República Popular de Donetsk.
El gobierno de Ucrania, con grandes problemas para aplacar las protestas y restablecer el orden en numerosas ciudades del este del país, no envió tropas militares a Mariúpol hasta comienzos de mayo, donde los rebeldes habían vuelto a ocupar el ayuntamiento. El 9 de mayo, el asalto rebelde a la sede de la policía local provocó el enfrentamiento de los insurgentes con el refuerzo de soldados de las Fuerzas Armadas de Ucrania, la Guardia Nacional y paramilitares ultranacionalistas ucranianos que provocó la muerte de al menos 20 personas. Las fuerzas gubernamentales abandonaron rápidamente la ciudad e instalaron controles fuera de la ciudad, que se mantenía bajo control de los insurgentes prorrusos, a pesar de la intervención de los obreros del acero de Metinvest por colaborar con la policía para reinstaurar el orden tomado por las milicias rebeldes.
Finalmente, el gobierno ucraniano recuperaría el control de Mariúpol el 13 de junio, después de lanzar una ofensiva militar con la Guardia Nacional, con especial protagonismo de los batallones de voluntarios paramilitares de extrema derecha, Azov y Dnipró-1, que derrotaron e hicieron huir a los rebeldes de los últimos edificios y barrios de la ciudad que controlaban. A partir de ese momento, estallada ya la guerra en el Donbás, las fuerzas separatistas rusas intentaron avanzar y recuperar la ciudad que había quedado en primera línea del frente. Con el alto al fuego de febrero de 2015 en los acuerdos de Minsk, el conflicto quedó parcialmente congelado en Mariúpol, convertida en el centro de la parte ucraniana de la región que había quedado dividida por la autoproclamada y no reconocidaRPD. 

### Implicaciones geográficas, económicas y simbólicas
Son varios los factores que hacen de Mariúpol una pieza clave en la invasión rusa de Ucrania y que explican los grandes esfuerzos de Moscú en la captura de la ciudad portuaria. Geográficamente, su control proporcionaría a Rusia el dominio absoluto del mar de Azov, cuya unión con el mar Negro ya había conseguido asegurarse tras la anexión de Crimea en 2014. Pero por encima de todo, esta maniobra permitiría a Rusia conseguir la ansiada conexión terrestre entre la península de Crimea y los territorios separatistas del este de Ucrania, ya reconocidos por Rusia como repúblicas independientes.
En el aspecto económico, la pérdida de la ciudad supondría un duro golpe para el estado ucraniano. En primer lugar, porque arrebataría a Ucrania un importante centro metalúrgico, donde se encuentran las mayores plantas siderúrgicas del país, Azovstal, junto a su relevante industria pesada y de fabricación de barcos. Posteriormente, porque la toma de Mariúpol significa dejar el 80 % de la costa ucraniana en manos de Rusia, cortando definitivamente su comercio marítimo. No en vano, Mariúpol alberga el puerto comercial más grande del mar de Azov, desde el que Ucrania exporta grano, hierro, acero y maquinaria pesada hacia países de Europa y Oriente Medio, principalmente. La pérdida del puerto cerraría finalmente esta importante vía de exportación ucraniana que ya venía padeciendo las restricciones impuestas por Rusia con el control del estrecho de Kerch desde el año 2014.
Por otro lado, la captura de Mariúpol no deja de tener una enorme carga simbólica para Rusia. En este sentido tiene un peso importante su condición social e histórica, formando parte de lo que el nacionalismo ruso ha reivindicado como Nueva Rusia en los territorios de habla rusa mayoritaria en la costa septentrional del mar Negro. Así mismo, en el contexto de la guerra del Donbás, la ciudad se ha convertido en la base oficial del batallón Azov, una unidad militar formada por voluntarios de extrema derecha, ultranacionalistas ucranianos y neonazis surgida a raíz de las protestas prorrusas de 2014 y que acabó integrada ese mismo año en la Guardia Nacional de las Fuerzas Armadas de Ucrania en su lucha en el este del país contra las repúblicas separatistas prorrusas. La destrucción del batallón, acusado por la ONU en 2016 de la violación de los derechos humanos en el Donbás, y la captura de sus líderes y miembros es uno de los caballos de batalla del Kremlin en el relato de la guerra, justificada en torno al argumento de "desnazificación" de Ucrania.

## Desarrollo del asedio

### Bombardeo inicial y aproximación

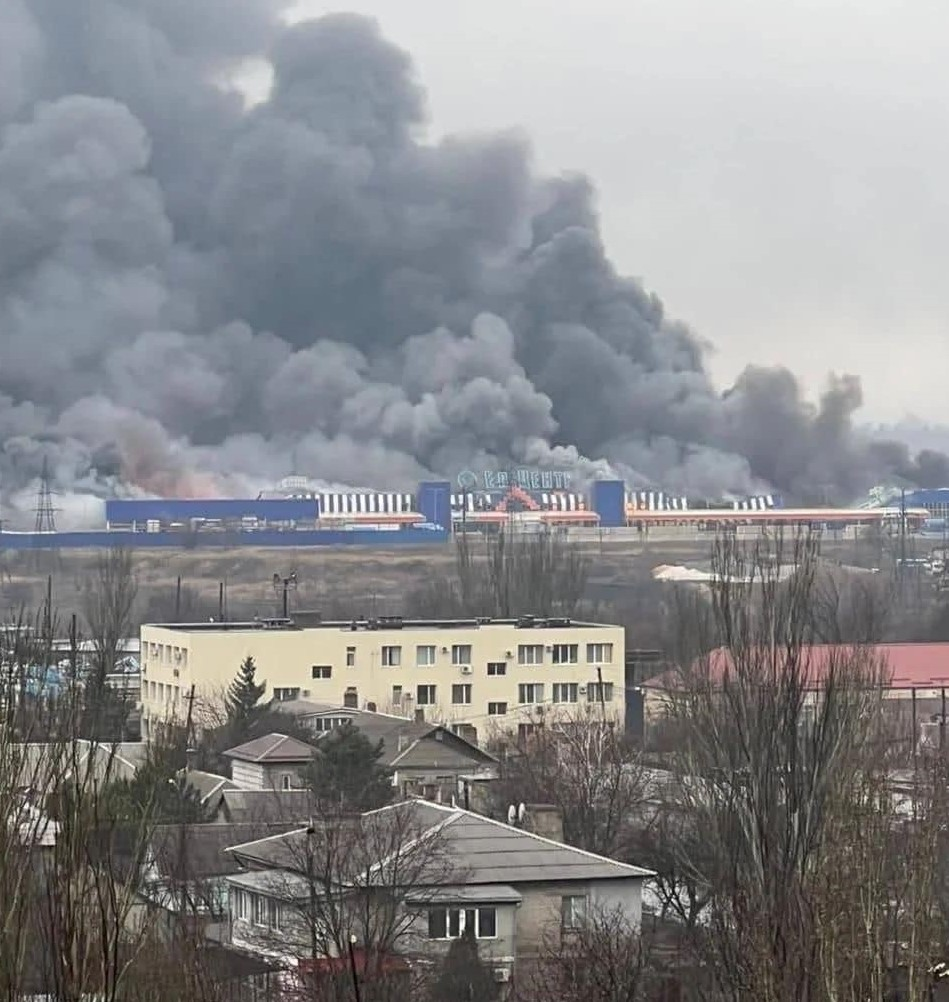
Bombardeos de Rusia sobre Mariúpol el 3 de marzo.

El 24 de febrero, con el inicio de la invasión del país, las fuerzas rusas bombardearon la ciudad con artillería como previo paso al avance terrestre, hiriendo a 26 personas. No sería hasta la mañana del 25 de febrero cuando el ejército ruso, apoyado por las fuerzas separatistas del Dombás, finalmente avanzó sobre el terreno hacia Mariúpol desde el territorio controlado por la autoproclamada y no reconocida República Popular de Donetsk, encontrándose con los ucranianos en batalla cerca de la aldea de Pávlopil en el raión de Volnovaja. En un primer momento, los ucranianos afirmaron derrotar a las fuerzas rusas, a las cuales destruyeron hasta 22 tanques en palabras del alcalde de Mariúpol, Vadym Boichenko.
En paralelo al ataque terrestre desde el lado este de la ciudad, la Armada Rusa comenzó un asalto anfibio utilizando la Flota del Mar Negro en la costa del mar de Azov a 70 kilómetros al oeste de Mariúpol en la noche del 25 de febrero. A este respecto, un funcionario de defensa estadounidense declaró que las fuerzas rusas desplegaban potencialmente miles de marines desde esta cabeza de playa.
En los días posteriores, la artillería rusa continuó bombardeando la ciudad mientras se cubría el avance hacia Mariúpol, causando numerosas muertes de civiles en la ciudad y en los alrededores (entre las cuales se reportaron la muerte de 10 ciudadanos griegos. El 27 de febrero, fuentes ucranianas informaron de que las fuerzas defensoras habían conseguido repeler el ataque de una columna de tanques rusos en las inmediaciones de la ciudad, capturando a seis soldados rusos. El 28 de febrero, la ciudad permanecía bajo control ucraniano, pero bajo un constante bombardeo de las fuerzas rusas que ya se disponían a rodear la ciudad, reforzadas con la entrada desde el oeste por las tropas que avanzaban desde Crimea y que dos días antes habían tomado la ciudad de Melitópol.

### El cerco a Mariúpol

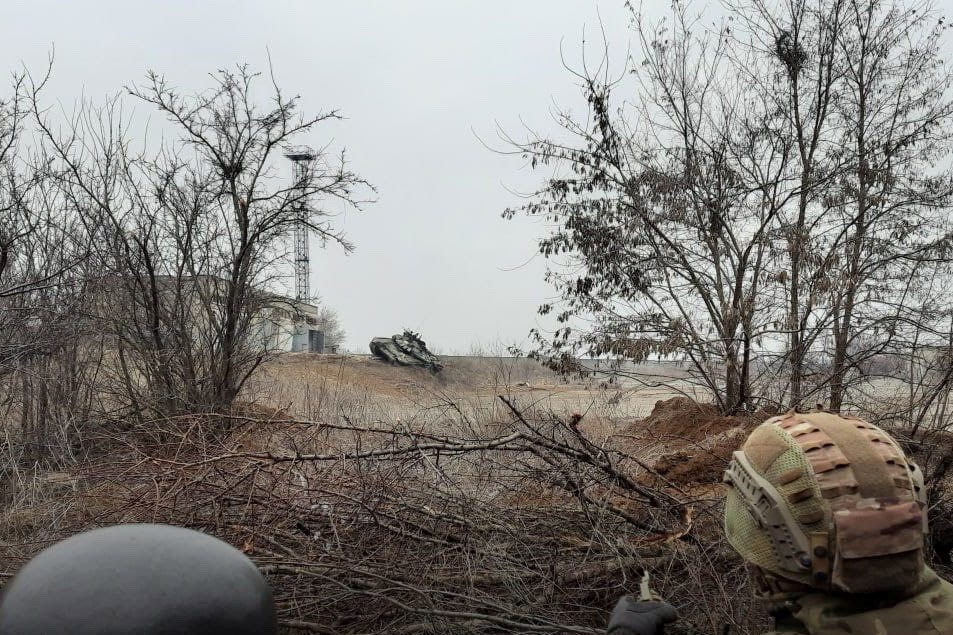
Soldados ucranianos atacan un tanque ruso en Mariúpol.

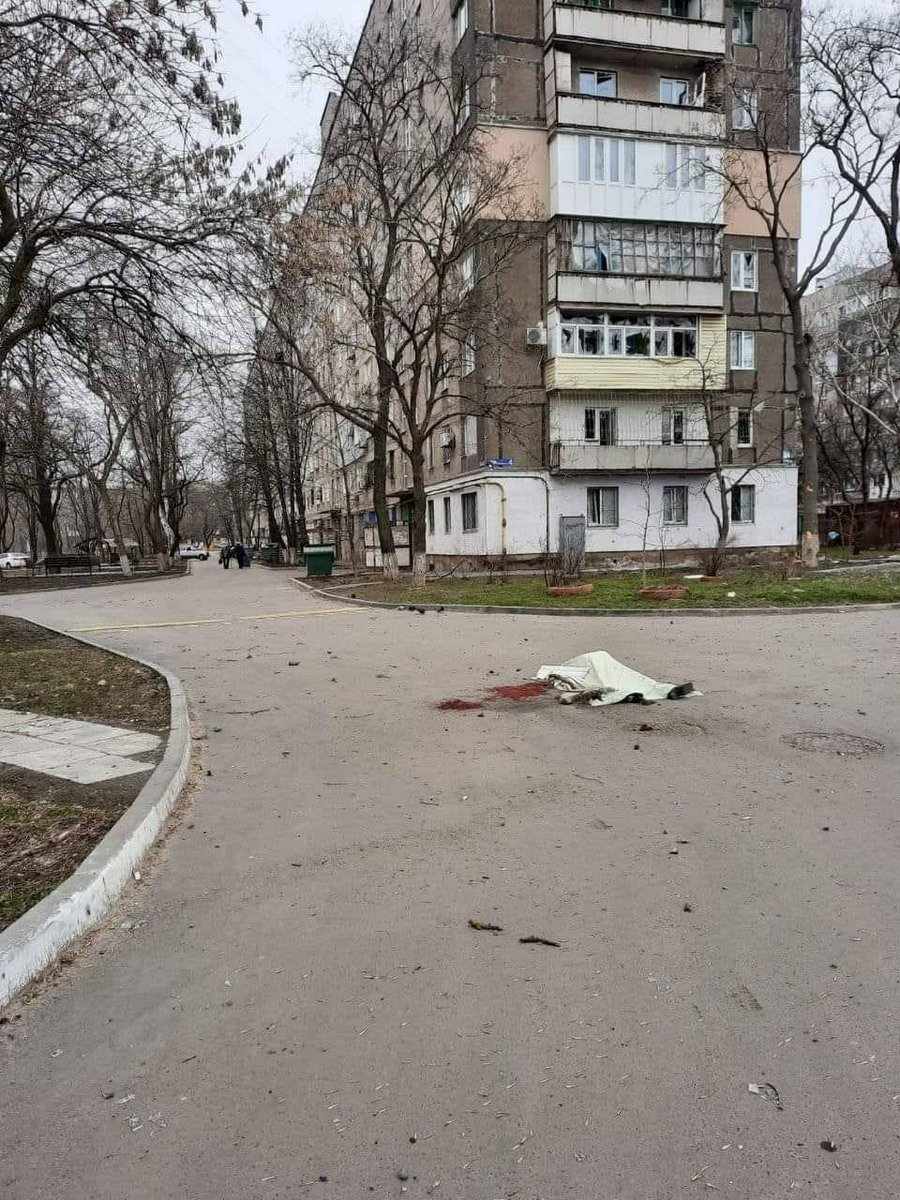
Víctima civil no identificada tras ser alcanzada por un bombardeo ruso. El 11 de marzo de 2022, las estimaciones contabilizaron más de 1 500 civiles no combatientes muertos en Mariúpol, si bien el gobierno municipal expuso que la cifra real pudiera ser tres o cuatro veces mayor.

El 1 de marzo, Denis Pushilin, jefe de Estado de la autoproclamada y no reconocidaRPD, anunció que las fuerzas de la república separatista habían rodeado casi por completo la cercana ciudad de Volnovaja y que pronto harían lo mismo en Mariúpol, donde su alcalde Vadym Boichenko confirmaba que los cinco días de bombardeo aéreo, de cohetes y artillería habían provocado numerosos heridos y muertos entre la población civil, así como importantes daños en la infraestructura de la ciudad. Ese mismo día, otro bombardeo de la artillería rusa causó más de 21 heridos. También se reportó que el general de división ruso Andréi Sujovetski, perteneciente al 41º Ejército de Armas Combinadas, murió durante los combates cerca de Mariúpol el mismo día 1, aunque otros medios situaban su muerte en la ofensiva de Kiev.
El ejército ruso intensificó el asedio sobre Mariúpol el 2 de marzo después de 15 horas de bombardeo ininterrumpido. Las autoridades locales informaron de «centenares de muertos», especialmente en una zona residencial situada al este de la ciudad que había quedado «prácticamente destruida al completo» así como de cortes de agua y escasez de comida. El ataque se mantuvo constante durante dos días más, durante los cuales, en palabras del portavoz del ministerio de Defensa de Rusia Ígor Konashénkov, las milicias de la autoproclamada y no reconocidaRPD habían conseguido estrechar el cerco sobre la ciudad con la captura de tres localidades a las afueras de Mariúpol. El propio portavoz de las fuerzas separatistas amenazó con ataques dirigidos sobre la ciudad de Mariúpol si no se rendía inmediatamente.
Con una situación cada vez más crítica, el primer alto el fuego temporal no llegó hasta el día 5 de marzo, tal y como se había conseguido negociar en la segunda ronda de negociaciones en Brest en la cual ambas partes se comprometían a un cese de los combates durante 8 días en las ciudades de Mariúpol y Volnovaja para facilitar la evacuación de los civiles. Las autoridades ucranianas, que habían organizado un corredor humanitario desde Mariúpol hasta Zaporiyia, suspendieron la evacuación acusando a Rusia de violar el alto al fuego bombardeando parte de la ruta de salida. Según el Ministerio de Defensa ruso, los nacionalistas y las Fuerzas Armadas de Ucrania habían aprovechado la tregua humanitaria para «reagrupar unidades» en las posiciones defensivas y en todo Mariúpol, y los acusó de no permitir que los civiles evacuaran hacia Rusia. Al mismo tiempo, los rebeldes prorrusos informaron que solo 17 personas habían abandonado Mariúpol.
Todos los intentos de evacuación de civiles, coordinados por el Comité Internacional de la Cruz Roja, fracasaron en los días posteriores, en los cuales no cesó el fuego de artillería sobre la ciudad y ante la presencia de minas antipersona a lo largo del corredor. La situación se encontraba ya entonces, en palabras de las autoridades locales, "apocalíptica", cifrando en 1 300 el número de civiles muertos hasta el momento en la ciudad, donde una población de 300.000 personas permanecía sin agua, calefacción ni electricidad, y con grandes dificultades para recibir comida y alimentos. En este contexto, el 9 de marzo, Associated Press sacó a la luz  el enterramiento de numerosos civiles y soldados ucranianos en una fosa común en las afueras de la ciudad.
Ataque aéreo al hospital
El edificio médico fue bombardeado por las fuerzas aéreas rusas a pesar de que se había decretado un alto el fuego.
Las autoridades ucranianas calificaron los daños como "colosales". Varios vídeos publicados poco después del ataque mostraron como la mayor parte de la fachada principal del hospital quedó destruida y varios coches en los alrededores quedaron seriamente afectados. Las alas principales del centro colapsaron y el equipamiento médico quedó cubierto por los escombros.

### Avance ruso a través de la ciudad

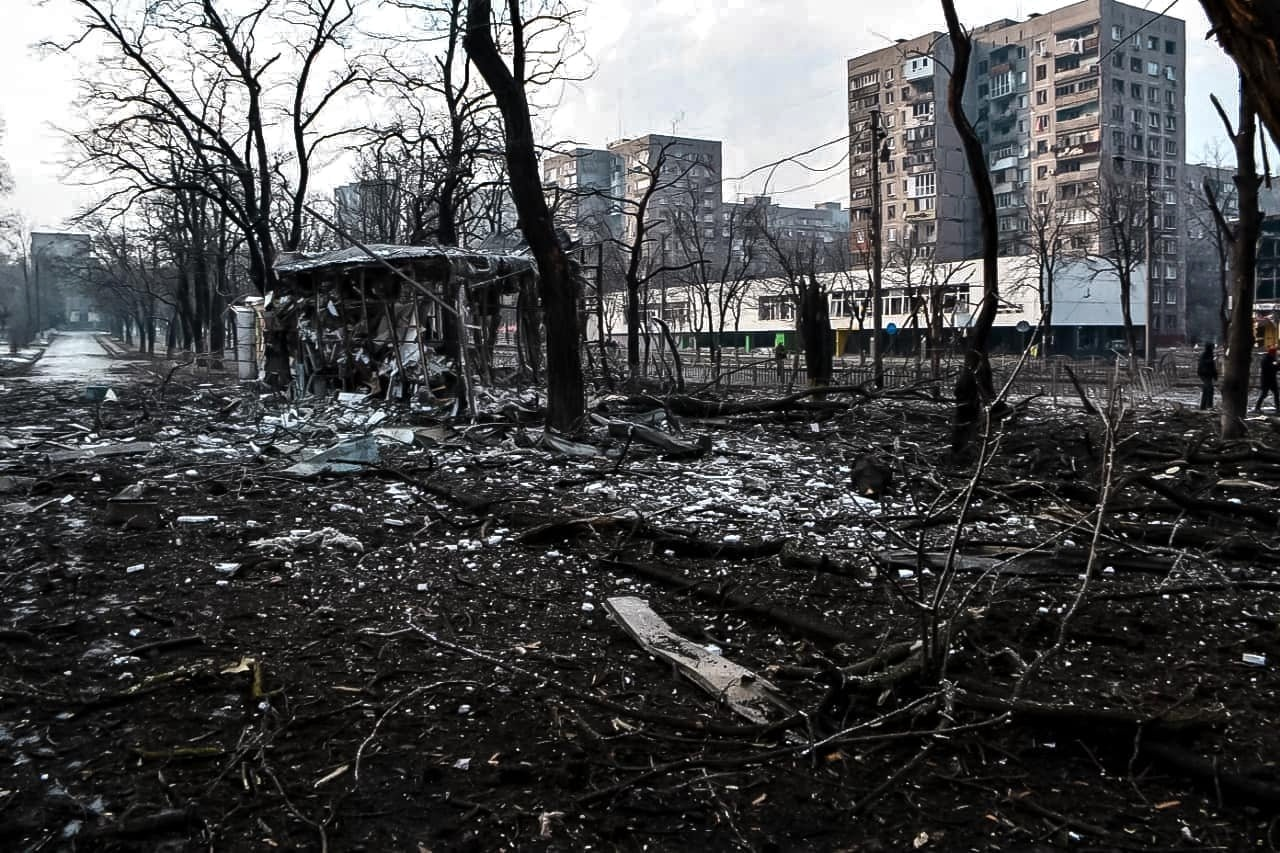
Una calle de Mariúpol durante el asedio de la ciudad durante la invasión rusa de Ucrania en 2022.

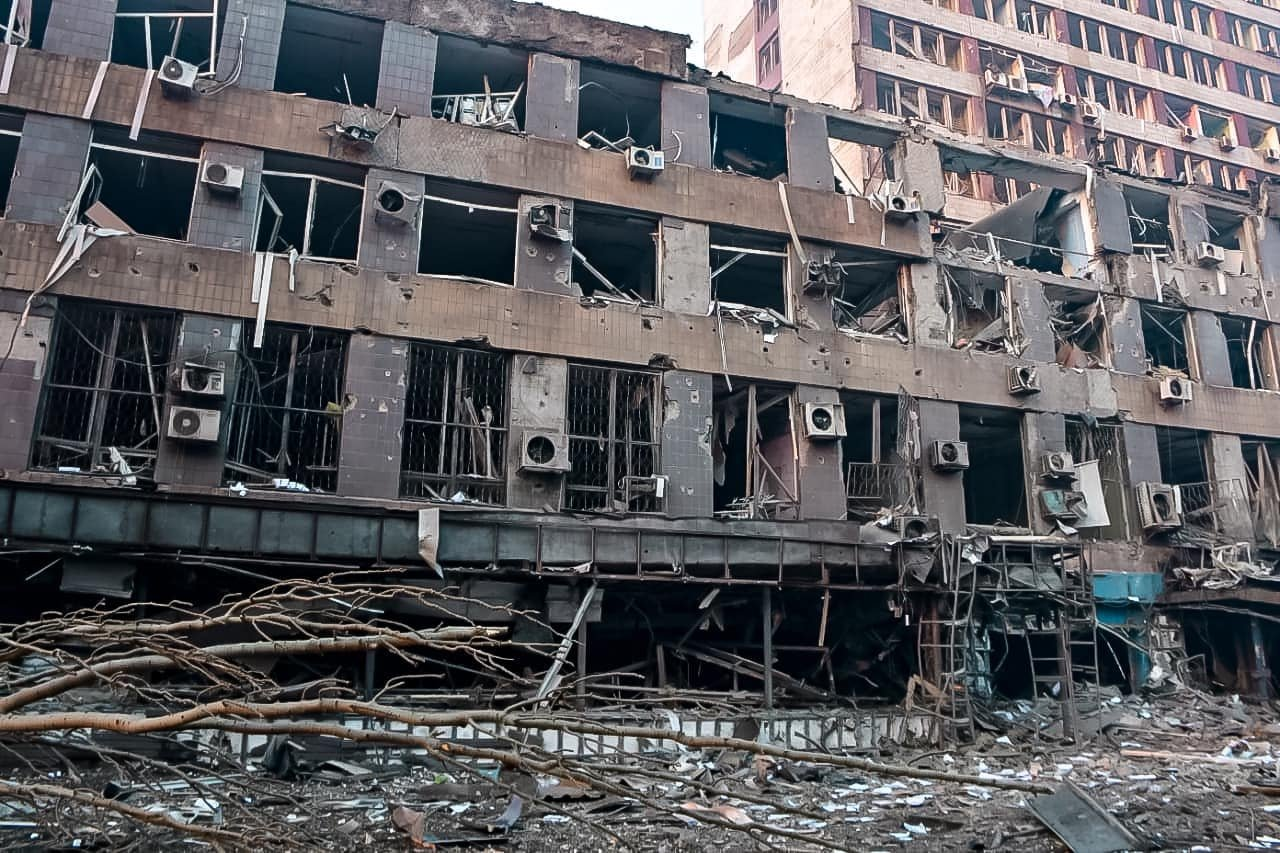
Daños de guerra en Mariúpol, 12 de marzo de 2022.

Para el 12 de marzo, el ejército ruso controlaba ya la periferia oriental de la ciudad, estrechando el cerco de Mariúpol hacia la zona portuaria, donde se iban a reagrupar las tropas defensoras ucranianas. Mientras tanto, las condiciones de vida continuaban empeorando para los civiles que permanecían en la ciudad: sin posibilidad de evacuación tras dos semanas de bloqueo, las víctimas habían alcanzado las 2000 en cifras proporcionadas por el ayuntamiento, que avisaba también que las últimas reservas de comida y agua se estaban agotando. No sería hasta el día 14 de marzo cuando consiguió salir el primer convoy de civiles evacuados, compuesto por unos 160 coches, en dirección a la ciudad ucraniana de Zaporiyia, mientras el Ministerio de Defensa de Rusia declaraba el envío de 450 toneladas de ayuda humanitaria a la periferia de la ciudad ya en control del ejército ruso.
El 18 de marzo, las fuerzas de la RPD informaron de la captura del aeropuerto de Mariúpol de manos de las fuerzas ucranianas, el mismo día en el que los enfrentamientos habían llegado finalmente al centro de la ciudad y un día después, a las inmediaciones de la planta siderúrgica de Azovstal. El 28 de marzo, el alcalde Vadym Boichenko dijo «hoy estamos en manos de los ocupantes» en una entrevista televisada y un portavoz de la alcaldía de Mariúpol anunció que «casi 5000 personas» habían muerto en la ciudad desde el inicio del asedio. El gobierno ucraniano estimó que entre 20 000 y 30 000 residentes de Mariúpol habían sido enviados a la fuerza a campos bajo control militar ruso. Durante el día, las fuerzas rusas tomaron el edificio administrativo en el distrito norte de Kalmiusky y el cuartel general militar del Batallón Azov.
Vadym Boychenko dijo el 27 de marzo que mientras Mariúpol todavía estaba bajo control ucraniano, las fuerzas rusas habían entrado profundamente en la ciudad y que la población de la ciudad necesitaba una «evacuación completa». En este punto, los soldados ucranianos se habían quedado sin comida y agua potable, y un analista creía que las fuerzas ucranianas no podrían luchar más allá de unos pocos días. Sin embargo, los oficiales ucranianos se negaron a evacuar la ciudad, ya que no querían abandonar a sus soldados y civiles heridos y muertos.
El 2 de abril, las fuerzas rusas capturaron el edificio del SBU en el centro de Mariúpol. El 6 de abril, funcionarios rusos dijeron que capturaron a 267 infantes de marina ucranianos del 503.° Batallón de las Fuerzas Navales de Ucrania. Al día siguiente, la RPD anunció que el centro de Mariúpol había sido despejado de fuerzas ucranianas. Mientras tanto, las tropas rusas iniciaron un avance desde el suroeste, dejando al ejército ucraniano con el control parcial del área alrededor del puerto en el suroeste de Mariúpol. Además, el 7 de abril, las fuerzas rusas capturaron un puente que conducía a la planta siderúrgica de Azovstal.
El 10 de abril, las fuerzas rusas capturaron el puerto pesquero, separando a las tropas ucranianas por un lado en el puerto y por otro en la planta siderúrgica de Azovstal logrando así dividir el bolsillo de Mariúpol en dos. Al día siguiente, las fuerzas de la RPD afirmaron haber capturado el 80 % de Mariúpol. Las fuerzas locales ucranianas esperaban que la ciudad cayera pronto, ya que se estaban quedando sin municiones, y los analistas del Instituto para el Estudio de la Guerra creían que Mariúpol caería en una semana.

### Últimos reductos y resistencia ucraniana en Azovstal
El 11 de abril, los medios rusos informaron que 160 militares ucranianos de la 36.ª Brigada de Infantería de Marina fueron capturados con su equipo. La 36.ª Brigada de Infantería de Marina —tras fracasar en un intento por romper el cerco ruso en la planta siderúrgica de Illich— se dividió en grupos más pequeños, y algunos de ellos lograron unirse con el Batallón Azov en la planta de Azovstal. Alrededor de 30 infantes de marina fueron capturados durante el intento de fuga. El DPR afirma que sus fuerzas especiales bloquearon la fuga de Ucrania e identificaron el cuerpo de Baranyuk. El 12 de abril, un hombre británico que luchaba con los marines ucranianos informó que su unidad se iba a rendir porque se habían quedado sin municiones, alimentos y otros suministros. Posteriormente, por la noche, Rusia declaró que 1 026 infantes de marina de la 36.ª Brigada de Infantería de Marina se habían rendido en la planta siderúrgica de Illich, incluidos 162 oficiales. Según Rusia, entre los prisioneros había 400 combatientes heridos. Más tarde, Rusia dijo que capturó a 134 militares ucranianos adicionales, elevando el número total de prisioneros a 1160. El Instituto para el Estudio de la Guerra consideró las afirmaciones rusas de rendición masiva como «probablemente falsas». El mismo día, las fuerzas rusas aseguraron la planta de Illich, dividiendo el bolsillo del este de Ucrania en dos, dividiendo aún más las fuerzas ucranianas en un total de tres bolsillos. Al mismo tiempo, el 13 de abril, Rusia anunció que había tomado el control total del puerto comercial de Mariupol, lo que se confirmó tres días después.
El 15 de abril, un comandante militar ucraniano pidió refuerzos militares para «romper el sitio» de Mariupol. El mismo día, el portavoz del Ministerio de Defensa de Ucrania, Oleksandr Motuzianyk, informó que Rusia comenzó a utilizar bombarderos de largo alcance Tu-22M3 para atacar objetivos en Mariupol. La planta siderúrgica de Azovstal, el corazón de uno de los focos de resistencia restantes, estaba bien defendida y descrita como una «fortaleza dentro de una ciudad», ya que la planta siderúrgica dificultaba la localización de las fuerzas ucranianas y tenía talleres que eran difíciles de destruir desde el aire y muchos túneles subterráneos. Durante el día, las fuerzas rusas capturaron la base de la 12.ª Brigada de Operaciones de la Guardia Nacional de Ucrania, en el oeste de Mariupol.
El 16 de abril, las tropas de la RPD tomaron una comisaría cerca de la playa de Mariupol y se confirmó que las fuerzas rusas habían tomado el Centro de Control de Tráfico de Embarcaciones en el puerto. Posteriormente, Rusia anunció que todas las áreas urbanas de la ciudad habían sido despejadas, alegando que las fuerzas ucranianas solo permanecían en la planta Azovstal. Sin embargo, se informó que los combates continuaban cerca de la calle Flótskaya en el distrito occidental de Primorsky. El 21 de abril, el ministro de Defensa ruso, Serguéi Shoigú, afirmó que las fuerzas armadas de su país habían tomado el control de la ciudad. Según Shoigú, en el curso de la «liberación de la ciudad» más de 4 000 combatientes ucranianos «fueron aniquilados» y cerca de 1 000 «se entregaron prisioneros». Por su parte, Vladímir Putin dijo que su ejército tomó con «éxito» la ciudad, y ordenó asediar a los combatientes atrincherados en la planta industrial Azovstal, pero sin llevar a cabo un asalto.

#### Azovstal
El 16 de abril, la acería de Azovstal se convirtió en el último foco de resistencia organizada en el asedio. Las fuerzas rusas dieron a los defensores hasta las 6 a. m. hora de Moscú el 17 de abril para rendirse. Rusia afirmó que si dejaban atrás sus armas garantizarían sus vidas. Las fuerzas ucranianas se negaron a rendirse y partes de la planta permanecieron bajo su control.
El Ministerio de Defensa ruso emitió un segundo ultimátum para que las tropas ucranianas retiraran "sin excepción, cualquier arma y munición" entre las 11 a. m. y la 1 p. m. GMT del 19 de abril, que las fuerzas ucranianas también ignoraron.
Justin Crump, de la consultora Sybilline, ha afirmado que la fábrica cuenta con búnkeres atómicos y túneles para resistir un ataque nuclear.
El 4 de mayo, el jefe de la delegación negociadora ucraniana, David Arahamiya, reportó que las tropas rusas finalmente habían entrado en territorio de la acería, donde aún seguían refugiados centenares de civiles en espera de ser rescatados. En esa misma fecha, los rusos afirmaron haber capturado a Trevor Cadieu.
El 5 de mayo el diario británico The Telegraph informó que Rusia había intensificado su bombardeo de los búnkeres de la fábrica de acero mediante el uso de bombas termobáricas para aumentar la devastación de la potencia de fuego desplegada contra los soldados ucranianos restantes que habían perdido todo contacto con el gobierno de Kiev; en sus últimas comunicaciones, Zelenskyy había autorizado al comandante de la fábrica de acero sitiada a rendirse según fuera necesario bajo la presión del aumento de los ataques rusos.

### Rendición
El martes 17 de mayo, Ucrania anuncia que el último reducto de soldados ucranianos que resistía en Azovstal se ha rendido a las fuerzas rusas y separatistas, finalizando así la lucha por la defensa de la ciudad.

## Batallón Azov
El Regimiento Azov recuperó la atención durante la invasión rusa de Ucrania en 2022. Antes del conflicto, Azov fue objeto de una guerra de propaganda: Rusia usó la incorporación oficial del regimiento a la Guardia Nacional de Ucrania como una de las pruebas de su intento por retratar al gobierno y el ejército ucranianos bajo control de los nazis, con la "desnazificación" como un casus belli clave. El regimiento, por otro lado, se destacó por su capacidad de autopromoción, produciendo videos de alta calidad de sus ataques con drones y otras actividades militares; El Daily Telegraph lo llamó una "máquina publicitaria bien engrasada". Otros han notado cómo su participación en la guerra y la defensa de Mariúpol han aumentado su notoriedad nacional e internacional y la popularidad de la unidad. La destrucción del regimiento ha estado entre los objetivos de guerra de Moscú.
En marzo, France 24 describió al Regimiento Azov como "en el corazón de la guerra de propaganda" entre Rusia y Ucrania. France 24 informó que Azov publicó reclamos de victoria en Telegram que "a menudo van acompañados de videos de tanques rusos en llamas" y llamó a los rusos "los verdaderos fascistas". Vyacheslav Likhachev, analista del Centro ZMINA para los Derechos Humanos en Kiev, afirmó que durante la guerra, Azov opera de la misma manera que otros regimientos, "pero con mejores relaciones públicas".
En enero de 2023, Meta decidió que Azov no debería ser considerada como una "organización peligrosa", lo que significa que los usuarios de Facebook, Instagram y WhatsApp pueden publicar contenido sobre el Regimiento Azov y sus miembros sin censura.

## Situación humanitaria y acusaciones de crímenes de guerra

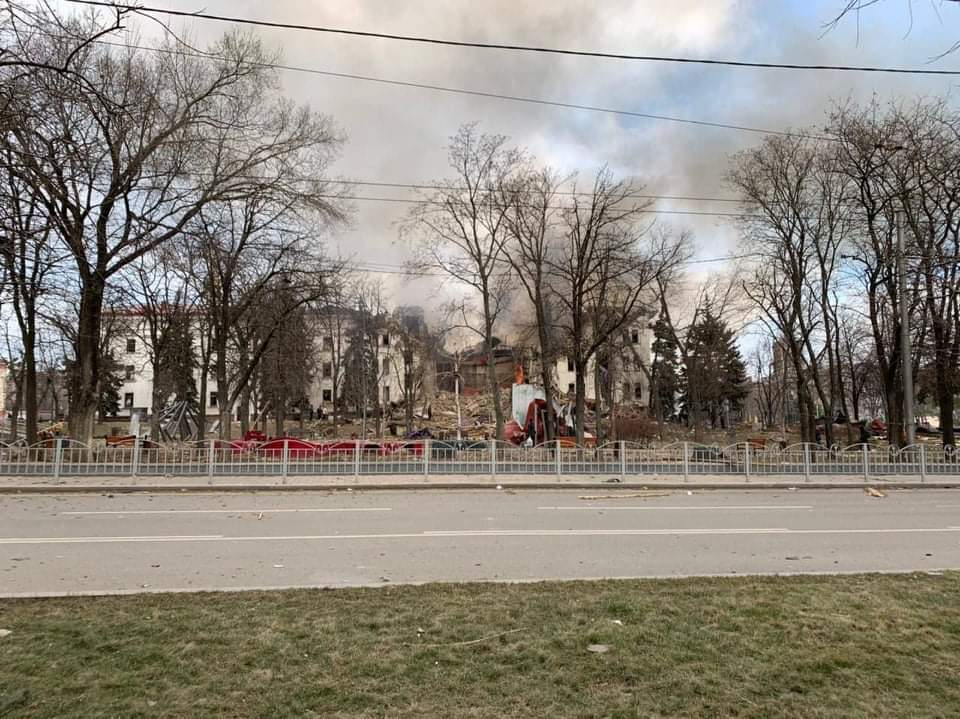
Ataque aéreo al teatro de Mariúpol el 16 de marzo.

El 6 de marzo, Petró Andryúschenko, asesor del alcalde de Mariúpol, informó que la gente estaba "bebiendo de los charcos en las calles" debido a la pérdida de agua corriente en la ciudad causada por los bombardeos y bombardeos rusos durante todo el día. También afirmó que en Mariúpol no había calefacción, ni electricidad ni servicio telefónico. Mientras tanto, los civiles no han podido evacuar la ciudad debido a las repetidas violaciones del alto el fuego, los ataques a los corredores de evacuación acordados y los ataques directos a los civiles que intentan evacuar.

### Víctimas civiles
El 14 de marzo, Oleksiy Arestóvych, asesor del presidente ucraniano Volodímir Zelenski, declaró que más de 2.500 civiles habían muerto en el asedio de Mariúpol; el ayuntamiento aclaró más tarde que 2.357 civiles habían muerto.
The New York Times informó que los funcionarios de la ciudad habían estado luchando para dar cuenta de cuántos civiles habían muerto o desaparecido durante el asedio. Videos publicados en Telegram mostraron que los residentes del vecindario de Cheryomushki se vieron obligados a enterrar cadáveres en un patio, mientras que otros tuvieron que convertir un edificio de oficinas de correos en una morgue improvisada, apilándolo con cadáveres.
El 16 de marzo, Associated Press informó que había documentado que muchos de los muertos eran "niños y madres", contrariamente, dijo, a las afirmaciones del gobierno ruso de que los civiles no habían sido atacados. También informó que los médicos en Mariúpol decían que estaban tratando a "10 civiles heridos por cada soldado ucraniano herido".
El 11 de abril, el alcalde de Mariúpol declaró que las fuerzas rusas habían matado a más de 10.000 civiles en la ciudad.